# Rodolfo Kuhn
Rodolfo Kuhn (Buenos Aires, 29 dicembre 1934 – Valle de Bravo, 3 gennaio 1987) è stato un regista, sceneggiatore e produttore cinematografico argentino.

## Biografia
Regista di cultura europea, Rodolfo Kuhn ha contribuito a "sprovincializzare" il cinema argentino negli anni sessanta ispirandosi soprattutto a registi quali Michelangelo Antonioni e Jean-Luc Godard.
Esordisce nel 1958 con il cortometraggio sperimentale Sinfonía en no bemol, vincitore della medaglia di bronzo all'Esposizione universale di Bruxelles, e nel 1962 scrive e dirige il lungometraggio Los jóvenes viejos, aggiudicandosi il Premio FIPRESCI e il premio per la miglior sceneggiatura al Festival internazionale del cinema di Mar del Plata.
Altri riconoscimenti arrivano negli anni successivi al Festival internazionale del cinema di Berlino, nel 1965 per Pajarito Gómez e nel 1971 per il film collettivo Argentina, mayo de 1969: Los caminos de la liberación. Sempre a Berlino, nel 1974 è presidente della giuria internazionale.
Nel 1978 si trasferisce in Spagna, prendendo la cittadinanza circa due anni dopo. Nel 1987, mentre lavorava alla sceneggiatura per un film sul tema dei diritti umani in America Latina, Rodolfo Kuhn è morto all'età di 52 anni, vittima di un attacco di cuore.
È stato sposato con l'attrice argentina Elsa Daniel.

## Filmografia

### Regista
- Sinfonía en no bemol (1958) - Cortometraggio
- Contracampo (1958) - Cortometraggio, documentario
- Los jóvenes viejos (1962)
- Los inconstantes (1962)
- Pajarito Gómez (1965)
- Viaje de una noche de verano (1965) - Co-regia con Fernando Ayala, Rubén W. Cavalloti, Carlos Rinaldi, José A. Martínez Suárez e René Múgica
- Teatro Grand Guignol (1966) - Serie Tv, 1 episodio
- Jörg Preda berichtet (1966) - Serie Tv, 8 episodi
- El ABC del amor (1967) - Episodio Noche terrible
- Turismo de carretera (1968)
- Ufa con el sexo (1968)
- Argentina, mayo de 1969: Los caminos de la liberación (1969) - Film collettivo
- La hora de María y el pájaro de oro (1975)
- El señor Galíndez (1984)
- Todo es ausencia (1984) - Documentario

### Sceneggiatore
- Los jóvenes viejos, regia di Rodolfo Kuhn (1962)
- Los inconstantes, regia di Rodolfo Kuhn (1962)
- Pajarito Gómez, regia di Rodolfo Kuhn (1965)
- Jörg Preda berichtet (1966) - Serie Tv, 4 episodi
- El ABC del amor, regia di Rodolfo Kuhn, Eduardo Coutinho e Helvio Soto (1967) - Episodio Noche terrible
- Turismo de carretera, regia di Rodolfo Kuhn (1968)
- Ufa con el sexo, regia di Rodolfo Kuhn (1968)
- Argentina, mayo de 1969: Los caminos de la liberación, film collettivo (1969)

### Produttore
- Sinfonía en no bemol, regia di Rodolfo Kuhn (1958) - Cortometraggio
- Contracampo, regia di Rodolfo Kuhn (1958) - Cortometraggio, documentario
- Argentina, mayo de 1969: Los caminos de la liberación, film collettivo (1969)
- Prensa, regia di Humberto Ríos (1974) - Cortometraggio
- Hombres de puerto, regia di Humberto Ríos (1974) - Cortometraggio

## Riconoscimenti
- 1962 – Festival internazionale del cinema di Mar del Plata
  - Premio FIPRESCI per Los jóvenes viejos
  - Miglior sceneggiatura per Los jóvenes viejos
  - Nomination Miglior film per Los jóvenes viejos

- 1962 – Riviera International Film Festival(fipresci.org/festival-reports/1962/sestri-levante-film-festival)
  - Premio FIPRESCI per Los jóvenes viejos

- 1965 – Festival internazionale del cinema di Berlino
  - Miglior film per i giovani per Pajarito Gómez
  - Nomination Orso d'oro per Pajarito Gómez

- 1967 – Festival internazionale del cinema di Berlino
  - Nomination Orso d'oro per El ABC del amor (episodio Noche terrible)

- 1971 – Festival internazionale del cinema di Berlino
  - Premio FIPRESCI, menzione speciale per Argentina, mayo de 1969: Los caminos de la liberación